# Feldmaršal (Finska)
Feldmaršal (finsko Sotamarsalkka in švedsko Fältmarskalk) uradno ni aktivni vojaški čin, ampak častni čin Finskih obrambnih sil, ki se podeljuje posebej zaslužnim generalom. Do sedaj je bil le en general povzdignjen v ta čin in sicer Carl Gustaf Emil Mannerheim, na odločitev Državega sveta Finske 19. maja 1933 za zasluge med finsko državljansko vojno leta 1918; Mannerheim je bil regent Finske (1918-19), načelnik Obrambnega sveta in pozneje tudi predsednik Finske (1944-46).
Že leta 1928 so ga hoteli povzdignili v feldmaršala, a tega niso storili zaradi politične situacije. Vseeno pa so mu takrat beli veterani državljanske vojne podelili neuradni maršalski baton. Čez pet let pa se je spremenila politična situacija in je bil tako tudi uradno povzdignjen v feldmaršala, pri čemer je prejel uradni baton (a je raje uporabljal neuradnega, ker je bil lažji), pri čemer pa je obdržal svoj stari čin generala konjenice.
V praksi pa so čin feldmaršala obravnavali kot pravi vojaški čin. Mannerheim, je skupaj z umetnikom Aarnom Karinom, zasnoval novo oznako čina, ki je bila sestavljena iz treh levov Finske in prekrižanih maršalskih palic.